# Micrólito

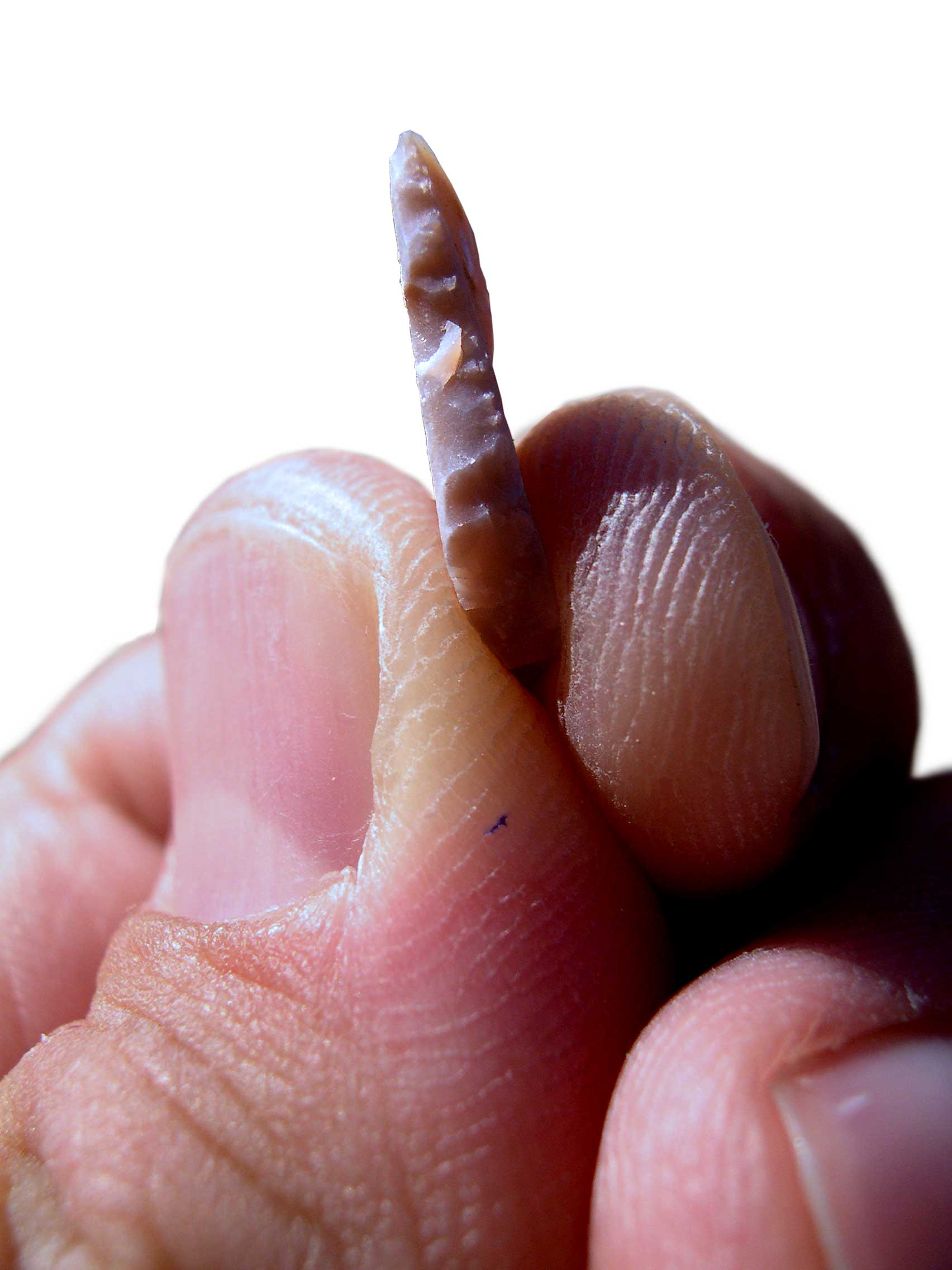
Lamela de bordo abatido

Os micrólitos são ferramentas líticas de tamanho extremamente pequeno, talhados intencionalmente pelo ser humano, sobretudo durante a Pré-História; têm a suficiente elaboração para não serem considerados nem resíduos nem acidentes de talhe, sendo relacionados com armas de caça, pois formavam parte da ponta de dardos, venábulos e, já em períodos tardios, de setas.
Os micrólitos têm como suporte uma lâmina ou lamela, de sílex quase sempre, e um feitio rematado por meio de retoques abruptos ou truncaturas. Levando em conta estes traços comuns, costumam distinguir-se duas grandes famílias de micrólitos: os laminares (mais próprios do final do Paleolítico Superior e do princípio do Epipaleolítico) e os geométricos (característicos do Mesolítico, do Neolítico e, inclusive de alguma cultura posterior com arraigadas tradições cinegéticas).

## Micrólitos laminares e não geométricos
Os micrólitos laminares surgem pouco a pouco ao longo do Paleolítico Superior. Segundo J. Guichard, há certas peças que indicam que a microlitização se iniciou já no Gravetense (os "buris de Noailles" e as "Microgravettes" são prova disso), o processo continua, florescendo notavelmente durante o Magdaleniano (persistindo, depois, em numerosas tradições epipaleolíticas, sobretudo circum-mediterrâneas). Estes micrólitos, ligeiramente maiores que os geométricos, são fabricados a partir de lamelas de sílex obtidas ad hoc quando pequenos núcleos, ou bem de núcleos para lâminas esgotadas. Ao ser o suporte pequeno, a técnica de obtenção pode ser a percussão ou a pressão indistintamente (embora a pressão sempre seja a melhor opção, ao ser mais complicada é menos empregue). Há três tipos básicos de micrólitos laminares:
- A lamela truncada (ou seja, com um dos extremos menores, ou ambos, quebrada por retoques abruptos). Distinguem-se variedades segundo a posição da truncatura (oblíqua, reta, dupla...) e segundo a sua forma (convexa, côncava...). Salientam-se pela sua forma especial, as "raclettes microlíticas", lamelas cujos bordos foram retocados abruptamente até adquirirem uma forma subcircular ou informe (as raclettes são indicadores culturais confusos, pois, em tamanhos maiores, aparecem durante toda a Idade da Pedra).

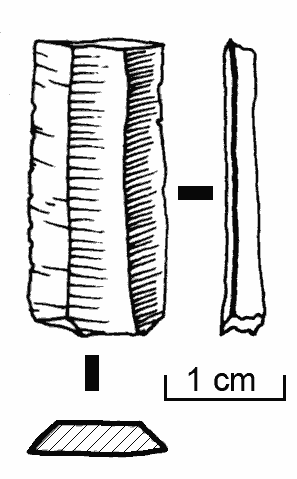
Lamela de sílex
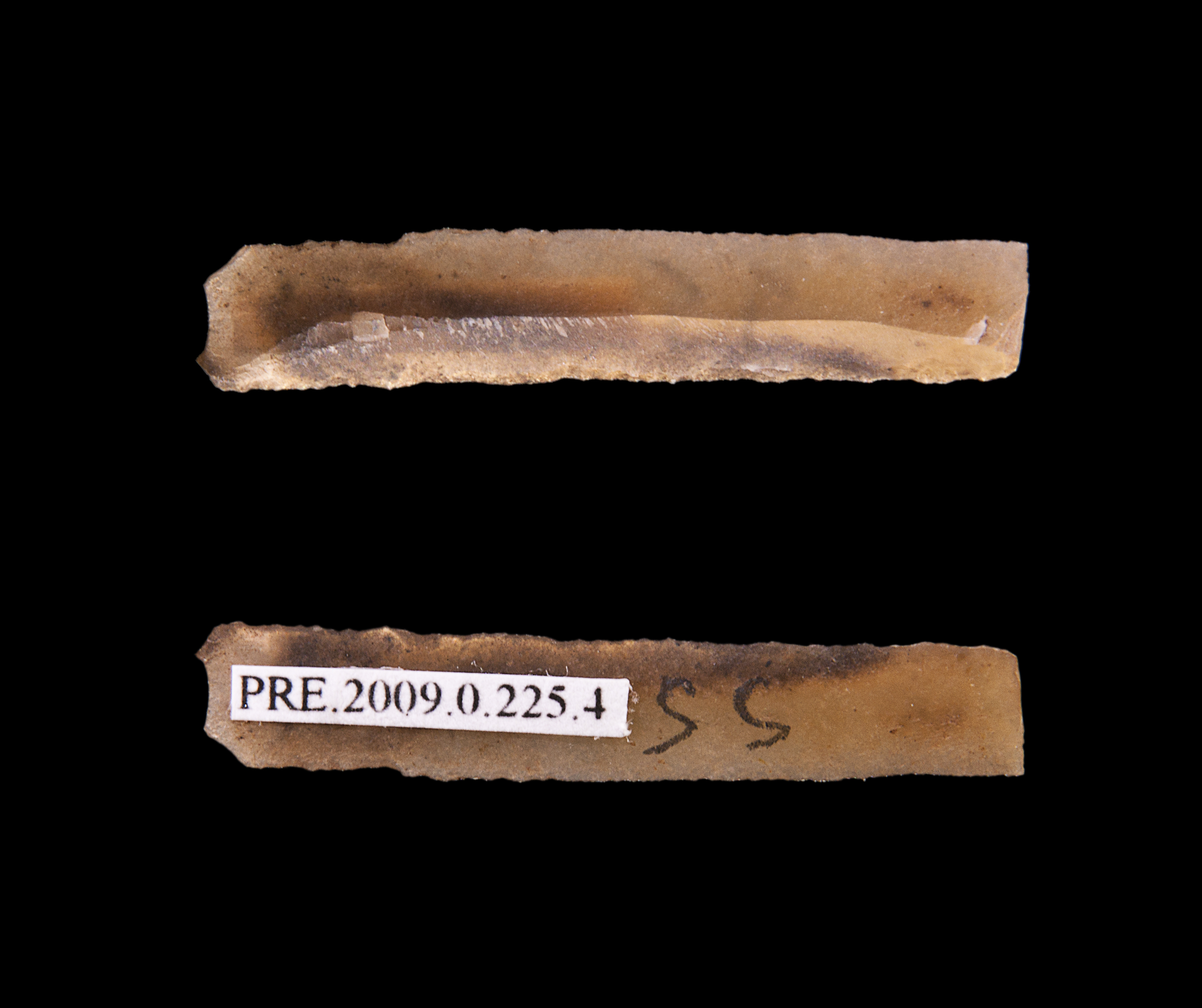
Lamela com truncatura
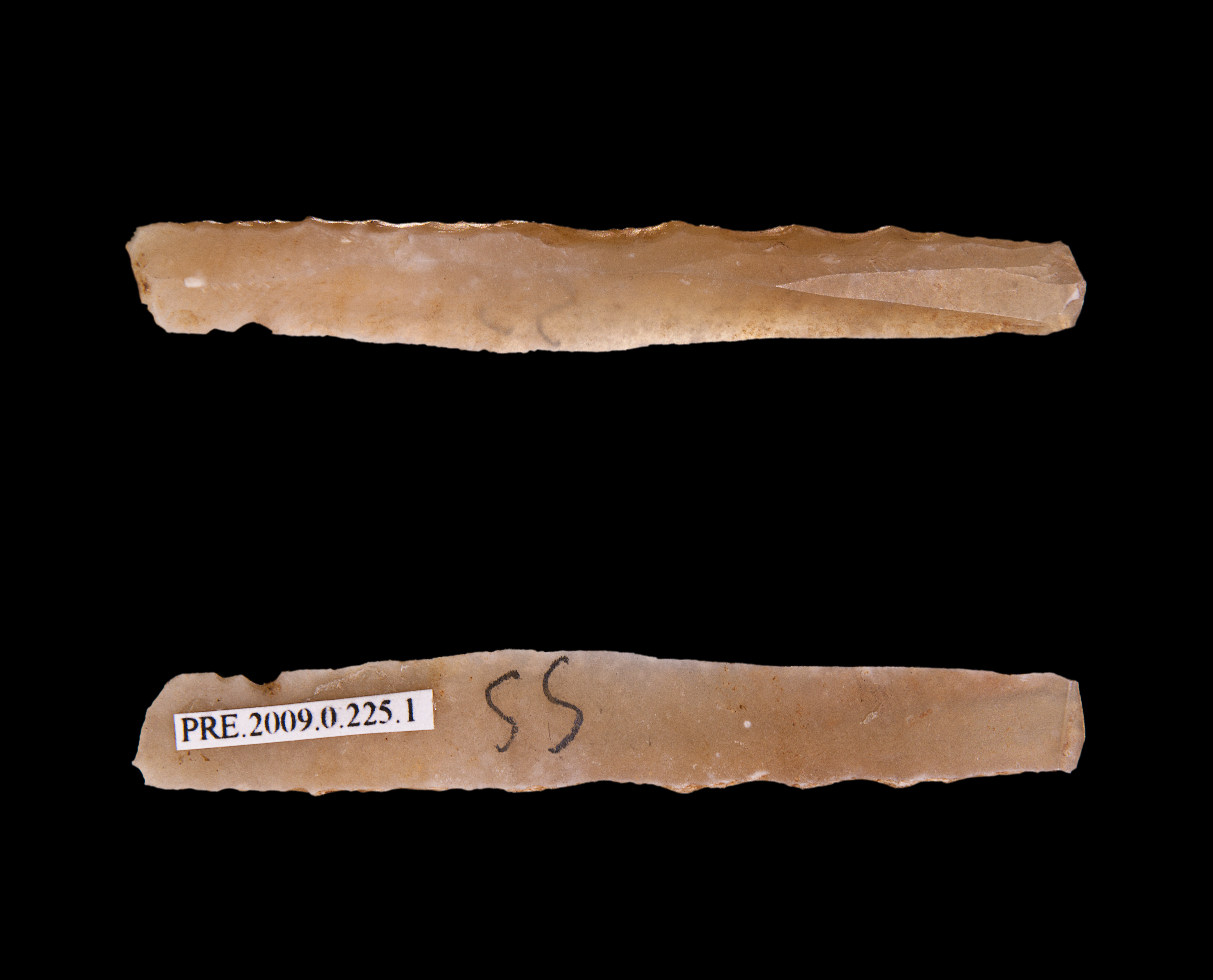
Lamela de bordo abatido
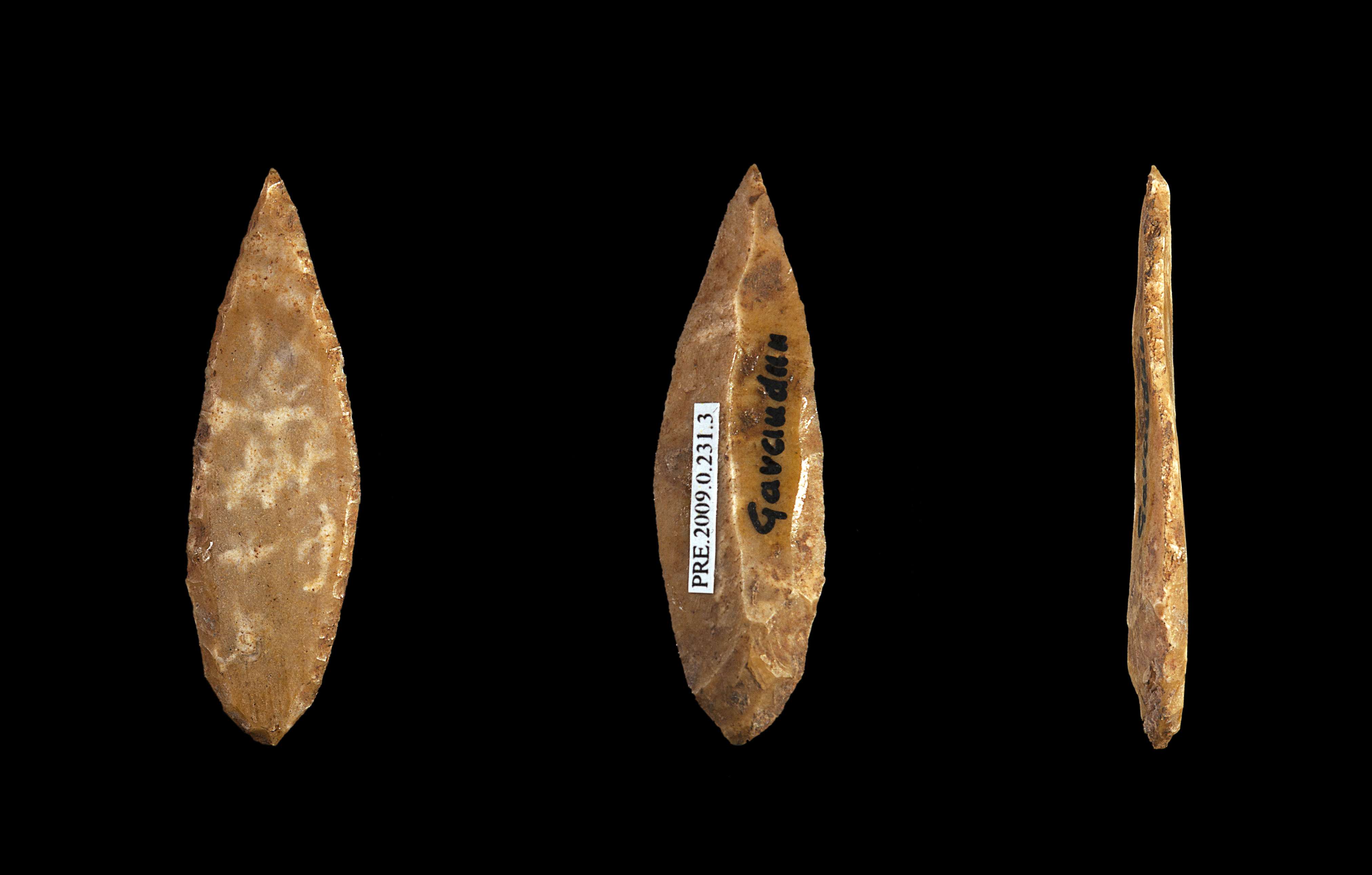
Lamela Dufour

- A lamela de bordo abatido (com uma das arestas "morta", geralmente a lateral, também por retoque abrupto), há menos variedades: distinguem-se segundo tenham tudo o bordo abatido ou somente uma parte, se este for reto ou não... Segundo Fortea Pérez, são o tipo fundamental das indústrias laminares, a partir da qual se desenvolvem outros muitos tipos.[3] Como exemplos, em primeiro lugar a chamada "Lamela Dufour" (uma peça de até três centímetros, finamente talhada com um perfil curvado cujos retoques são marginais, abruptos e que caracteriza uma determinada fase do Aurignaciano); a "lamela solutreana de dorso" (lamelas com um retoque abrupto pronunciado, de modo que são muito longas e estreitas e que, embora raras, caracterizam certas fases do Solutreano); a "lamela de Ouchtata" (é parecida às anteriores, com a exceção de que o dorso retocado não é homogêneo, mas irregular. Caracteriza certas variedades do Epipaleolítico saariano: o Iberomaurisiense) e a "Lamela de Montbani" (com um retoque lateral parcial e irregular, característica do Tardenoisiense italiano).[4]
- As micropontas (lamelas com forma extremamente aguçada por meio de retoque abrupto), destas há uma enorme quantidade de variedades regionais, quase todas elas difíceis de distinguir (especialmente as da zona ocidental), de não ser pelo contexto arqueológico no que costumam aparecer. Como exemplo (deixando fora as pontas foliáceas, caracterizadas pelo  retoque que a cobre, que constituem um grupo à parte) salientam-se as seguintes:[5]
  - A "ponta de Châtelperron" não é propriamente microlítica, embora roce as dimensões e, com a sua antiguidade e a sua morfologia de lâmina de bordo abatido curvo, é o antecedente de muitos micrólitos laminares.
  - A "Mircrogravette" ou "mircroponta da Gravette" é uma versão microlítica da "ponta da Gravette", elaborada sobre uma lamela muito estreita com um retoque abrupto, o que conduz a uma peça caracteristicamente aguda, comparada com as demais.
  - A "ponta aziliense", que liga as pontas microlíticas magdalenianos com o Epipaleolítico ocidental. Os seus retoques, pouco cuidadosos e mais invasores que nas demais, são uma forma de determiná-las.
  - A "ponta ahrensburginse" é também uma peça epipaleolítica ocidental, mas de uma morfologia mais específica, pois é obtida de uma lâmina (não de uma lamela), truncada obliquamente e com uma pequena lingueta que possivelmente servisse de cabo na ponta do venábulo.
  - Uma série de pontas do Médio Oriente características de certas culturas, por exemplo a "ponta de El-Emireh" (Paleolítico Superior quase equivalente à de Châtelperron, por ser talvez contemporânea, aparentemente mais curta, bem como parece fabricada sobre lâmina, não sobre lamela), a "ponta de El-Wad" (cerra o Paleolítico Superior da mesma zona, fabricada sobre uma lamela muito longa e estreita), e a "ponta de El-Khiam" (identificada pelo arqueólogo González Echegaray em sítios protoneolíticos da Jordânia, pouco conhecidos ainda, mas fáceis de identificar pelos dois encaixes da base, destinados a suster o cabo[6])
  - A "Ponta de Adelaide" é de origem australiana. O seu feitio, a base de truncaturas sobre lâmina, com uma forma próxima à trapezoidal, é uma conexão quase perfeita com o grupo de micrólitos geométricos tratados a seguir.

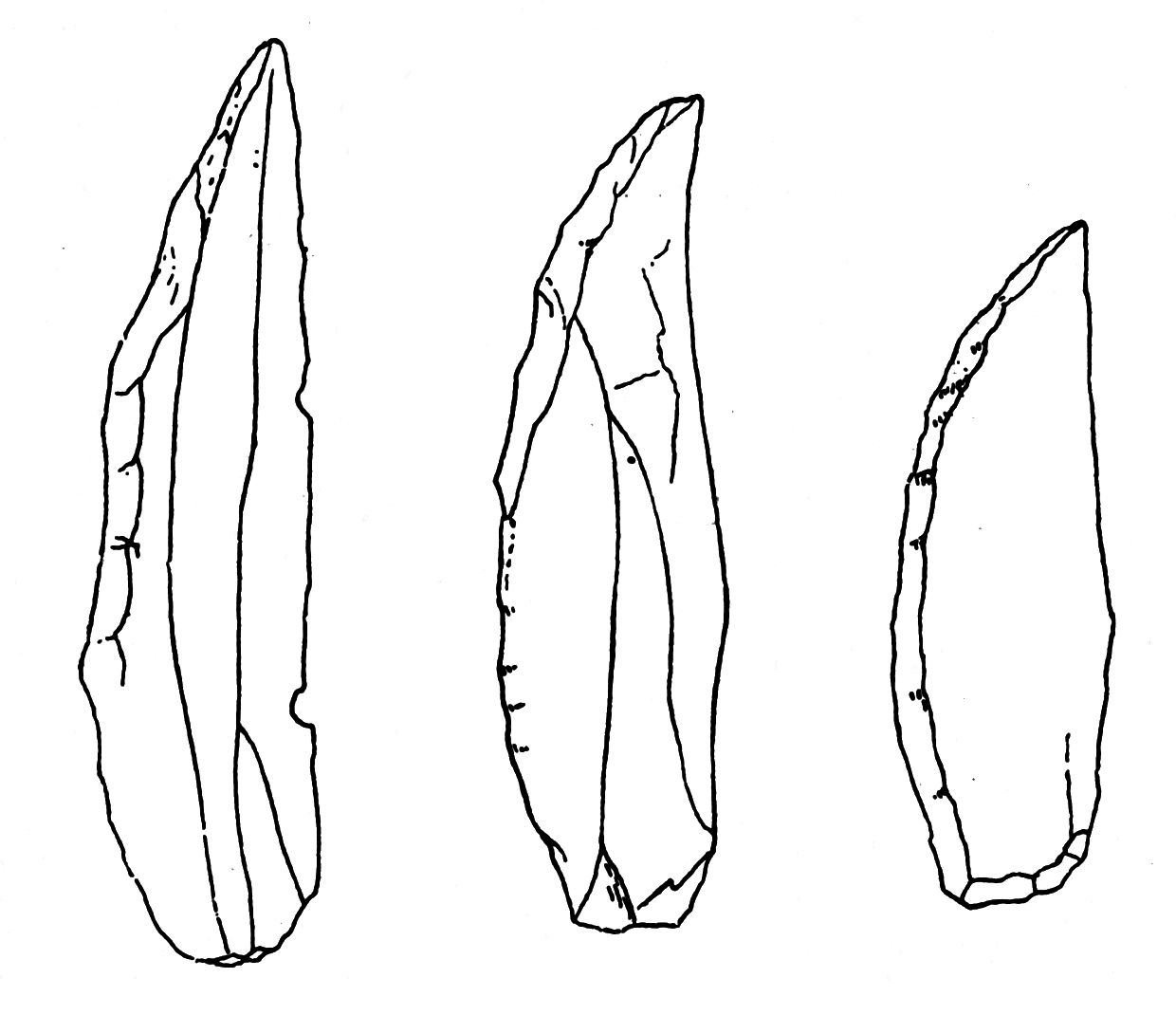
Pontas de Châtelperron
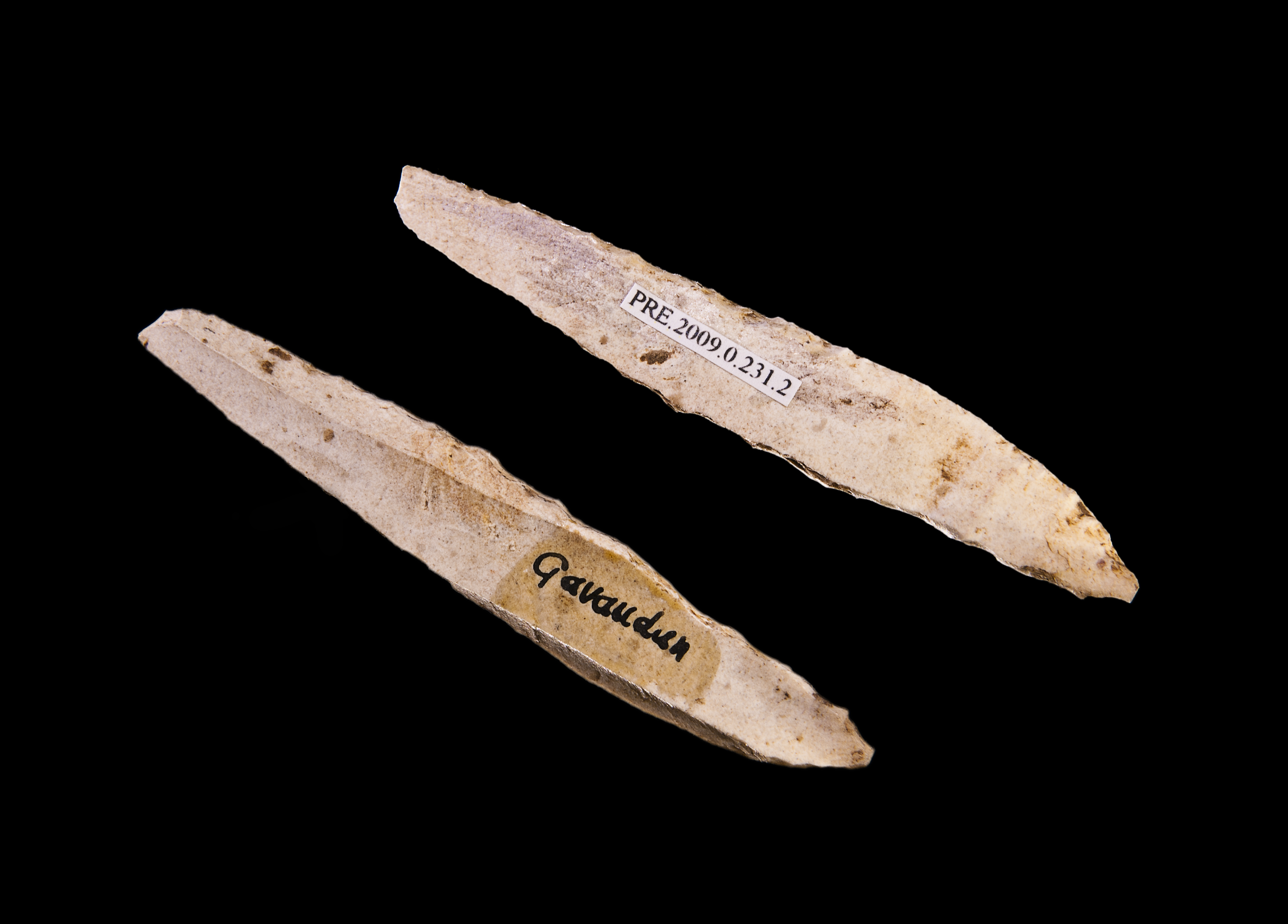
Microgravete
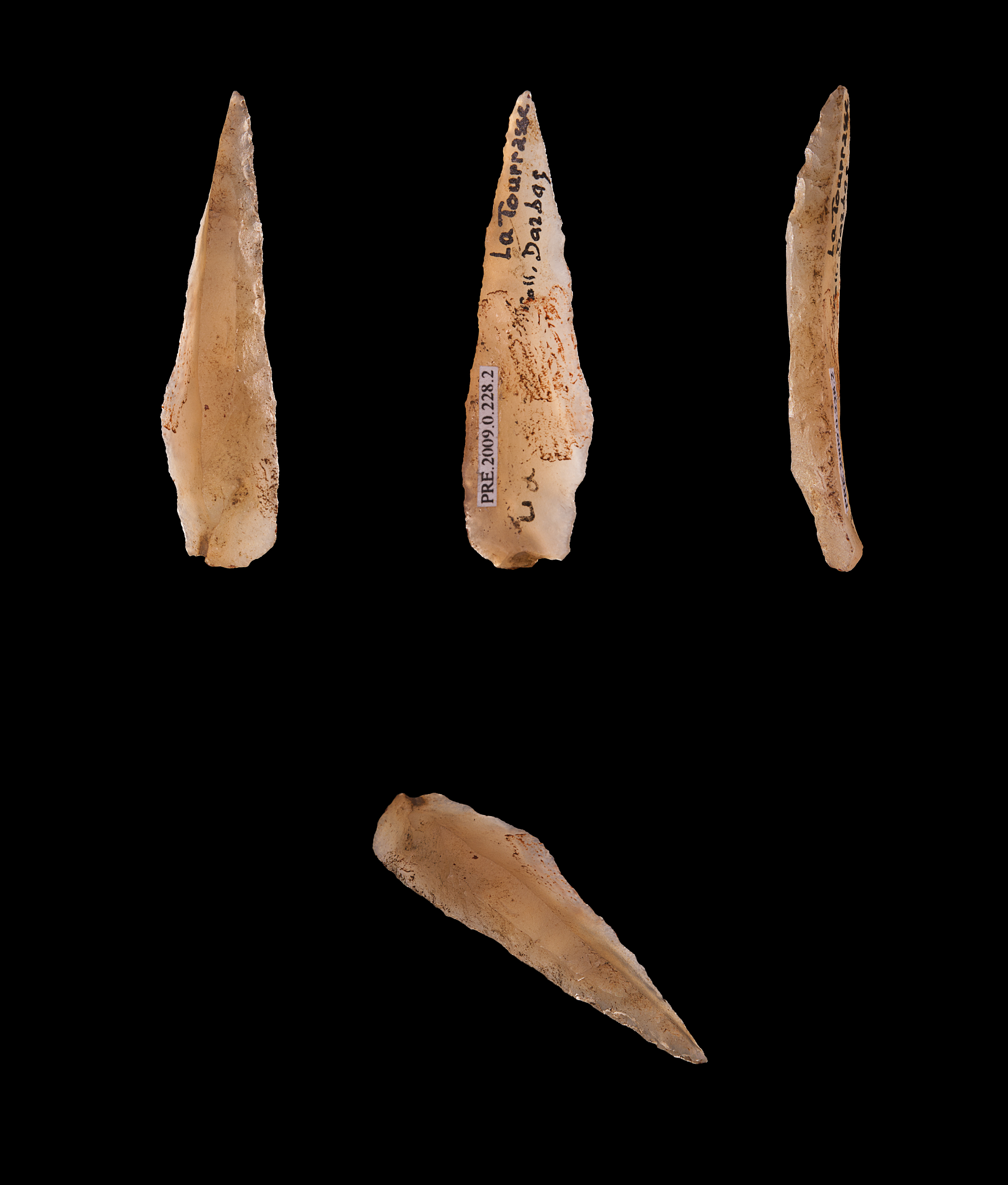
Ponta aziliense
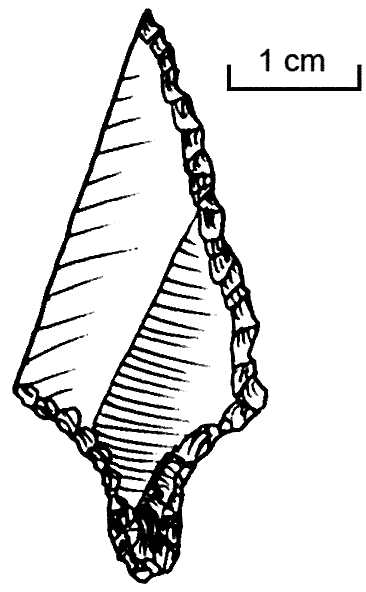
Ponta ahrensburguense
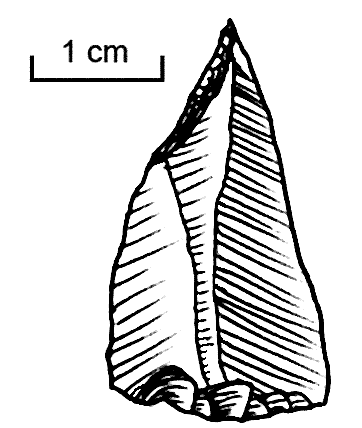
Ponta de El-Emireh
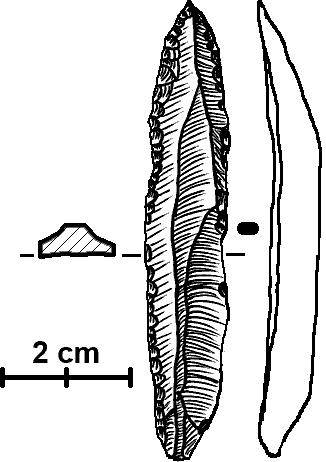
Ponta de El-Wad
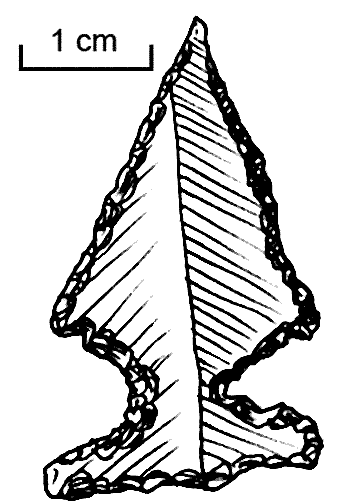
Ponta de El-Khiam
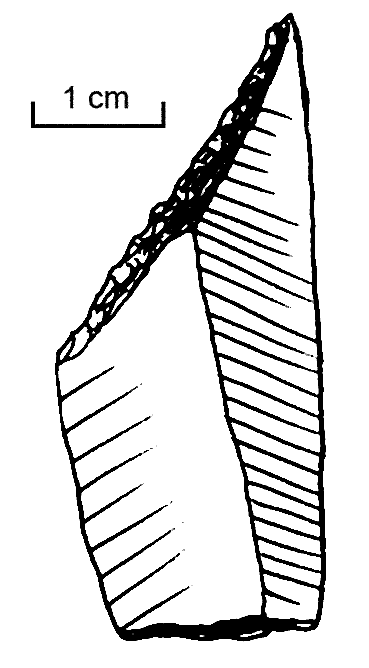
Ponta de Adelaide

Este último exemplo enfatiza a amplitude cronológica e cultural dos "micrólitos laminares" e, além disso, indica as suas similaridades morfológicas e diferenças tecnológicas com os micrólitos geométricos, pois estes não somente se definem pela sua forma de trapézios, triângulos ou segmentos de círculo, mas separam-se do resto pelos gestos levados a cabo na sua elaboração, que podem ser polarizados em torno à técnica do microburil.

### Utilização
Os micrólitos laminares são frequentes tanto no Paleolítico superior quanto no Epipaleolítico, até o ponto de terem sido utilizados em numerosos estudos para segregar fácies culturais pré-históricas. Porém, a sua função não foi clarificada totalmente, talvez sendo parte da ponta de dardos ou projetis leves. De qualquer modo, pelo seu tamanho deveram ir fixados a um cabo, como se afirmou em várias ocasiões: "Muitos têm menos de um centímetro e não puderam ser utilizados sem cabo":. Alguns testemunhos ratificam esta hipótese:
- No sítio Magdaleniano final de Pincevent (França), onde as lamelas de bordo abatido são particularmente abundantes, alguns lares tinham grupos de três destas peças, o que indica que talvez se desencabassem de três em três. Neste mesmo sítio apareceu uma ponta de dardo de chifre, ou seja, uma azagaia, com ranhuras nas quais se incrustaram lamelas de sílex, que ademais iam coladas com algum tipo de substância resinosa. O diretor da escavação, André Leroi-Gourhan, observou em alguns exemplares um fortíssimo desgaste de uso.
- Alguns especialistas realizaram estudos traceológicos. Um deles, M. Lenoir, encontrou marcas de pancadas similares às da técnica de buril sobre lamelas da Gironda, mas eram fortuitas, e atribuiu-as à sua inserção na ponta de um projetil. Este tipo de marcas, que poderiam confundir-se com um golpe de buril, foram experimentadas e documentadas por Barton e Bergman em Hengistbury Head (Dorset) em diversos micrólitos não geométricos do Paleolítico superior inglês,[10] segundo estes investigadores, a pancada da cabeça do projetil, ou seja, o micrólito, contra um alvo duro (o osso da presa, por exemplo) lascaria a ponta. Também compartilha esta opinião Lawrence H. Keeley, que estudou diversas lamelas do sítio francês de Buisson Campin (Verbérie, Oise).
- Um testemunho excepcional foi encontrado nas escavações da caverna de Lascaux (Dordonha) por A. Glory: uma vintena de lamelas de bordo abatido conservavam restos de uma substância resinosa com a marca de um cabo circular de chifre, como se estas peças fizessem parte de projetis nos quais tivessem sido fixadas por grupos, como os dentes de um arpão ou um instrumento similar.

Nenhum dos testemunhos citados compreende micrólitos geométricos, quase todos referem-se a lamelas de bordo abatido, pontas e pequenas lascas vulgares.

## Micrólitos geométricos
Os micrólitos geométricos são tipos líticos claramente determinados, ao menos nas suas formas básicas: o Trapézio, o Triângulo e o Segmento de círculo (às vezes chamado "Crescente", embora haja muitas divisões dentro deles. Entre as imagens, é incluído um microburil, embora não seja um micrólito geométrico (nem sequer um utensílio, é o resíduo característico que resulta de fabricar este tipo de peças:

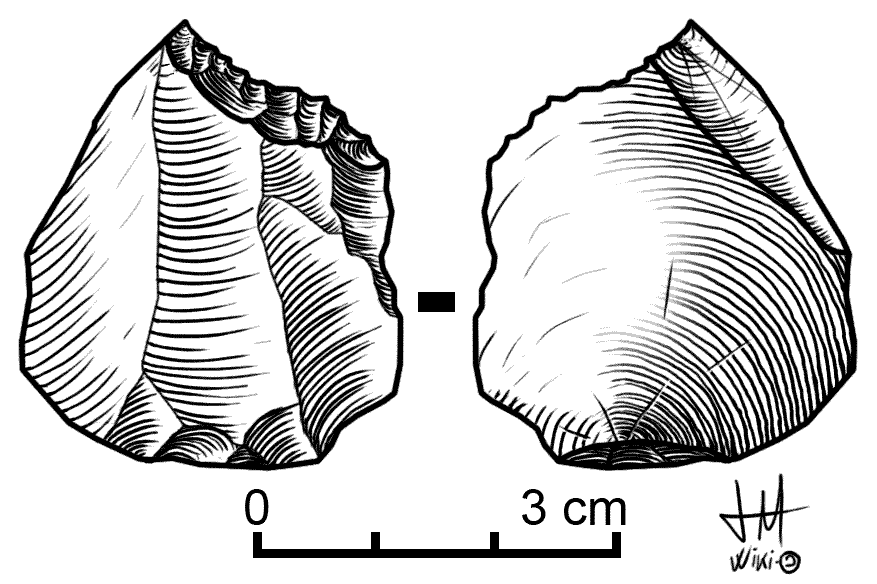
Microburil
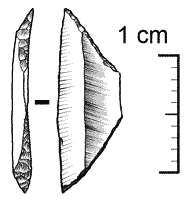
Trapézio
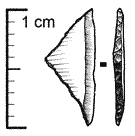
Triângulo
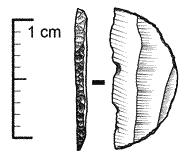
Segmento de círculo

Todos os micrólitos geométricos compartilham uma mesma essência, variando apenas a sua silhueta: foram fabricados a partir de lâminas (quase sempre de sílex), ou de lamelas, por meio da técnica do microburil (isto implica que não podem conservar restos do talão nem do conchoide do suporte) e terminados por meio de retoques abruptos nos bordos (geralmente deixando um lateral com o fio natural do suporte), com o qual adquirem a sua forma poligonal definitiva. Por exemplo, para fazer um triângulo, retocam-se duas truncaturas adjacentes, deixando livre o terceiro bordo ou base (na terminologia de Fortea; as suas formas são aproximadamente alongadas, com beiras retilíneas, côncavos e convexos, e podem apresentar uma gibosidade ou denticulação. Os triângulos podem ser de diversos tipos: isósceles, escalenos e equiláteros. Por outro lado, no trapézio, as truncaturas não são tocadas, deixando uma porção de fio natural entre elas (base menor, subparalela à base maior) (igualmente se distinguem variedades de trapézios: os simétricos, os assimétricos, os desviados, os de beiras côncavas, etc.). Os Segmentos de círculo são os que menos opções dão à diversidade, separando-se no máximo, os semicírculos (mais largos) dos segmentos (mais alongados).
Além disso, os achados arqueológicos e as análises das marcas de desgaste (traceologia) demonstram que eram elementos colocados na ponta de setas, arpões e outro tipo de projetis leves de diverso tamanho; foram usados a partir do Neolítico também nas setas, pelo qual o seu declínio coincide com a aparição das pontas de flecha foliáceas (ou seja, embora tivessem a mesma função, eram fabricadas com técnicas muito diferentes) que se generalizaram no Calcolítico.

### Utilização
Apesar do enorme número de micrólitos geométricos recolhidos por toda a zona ocidental, são raros os exemplos nos quais se apreciam evidências claras sobre a sua função, e em todos os casos são de época mesolítica ou neolítica. Porém, há unanimidade quase total entre os investigadores, que os interpretam como elementos para reforçar a capacidade de penetração de projetis leves, como arpões, azagaias, venábulos, dardos e flechas.
- Do Mesolítico nórdico procedem exemplos muito bem conservados, tal é o caso dos sítios de Loshult (Osby, Suécia) e Tværmose (Vinderup, Dinamarca), onde há setas de madeira com micrólitos segurados na ponta com substâncias resinosas e cordéis; peças conservadas praticamente intatas graças às especiais condições redutoras das turbeiras.
- Do mesolítico inglês, conhecem-se numerosos exemplos de possíveis instrumentos compostos por micrólitos. Embora o mais conhecido seja um micrólito procedente do sítio de Star Carr (Yorkshire) que conserva resíduos de resina, provavelmente para ser fixado à ponta de um projetil, recentes escavações permitem conhecer outros casos. No sítio de Risby Warren V (Lincolnshire) os arqueólogos desvelaram uma fila de oito triângulos equidistantes e alinhados sobre uma mancha obscura de restos orgânicos (a vareta da seta?). Outro claro testemunho é o de Readycon Dene (West Yorkshire), onde 35 micrólitos pareciam fazer parte da armadura de um mesmo projetil; também em Urra Moor (North Yorkshire) apareceram 25 micrólitos relacionados, devido à extrema regularidade e simetria da sua disposição.[12]
- Na Bretanha salienta-se um insólito achado: na necrópole mesolítica de Téviec (Morbihan), um dos esqueletos tinha cravado um micrólito geométrico numa das vértebras, indicando que faleceu por causa de um projetil armado com triângulos, cravado profundamente num costado (quer um homicídio acidental ou intencionado).

Todas as hipóteses, portanto, sustêm uma ideia similar sobre a função, nomeadamente na caça ou na pesca, dos micrólitos geométricos; por mais que ocasionalmente pudessem ter servido de armas. O estudo dos micrólitos europeus, em geral, revela que os projetis podiam estar feitos com um número muito variável deles: em Tværmose somente era um, em Loshult eram dois (um para a ponta e outro como aleta), em White Hassocks (West Yorkshire) havia mais de quarenta, mas a média é de seis a dezoito peças de armadura por cada projetil.